# 요모다 슈헤이
요모다 슈헤이(일본어: 四方田 修平, 1973년 3월 14일 ~ )는 일본의 축구 지도자로 현재 J1리그의 요코하마 FC 사령탑을 맡고 있다.

## 지도자 경력

### 홋카이도 콘사돌레 삿포로
2015 시즌을 앞두고 콘사돌레 삿포로의 사령탑에 취임하며 본격적인 지도자 커리어를 시작한 뒤 2017 시즌까지 3시즌동안 공식전 102경기 49승 9무 34패의 성적을 올리며 J2리그 2016 우승 및 5년만의 J1리그 복귀를 이끌었다.

### 요코하마 FC
2022 시즌을 앞두고 요코하마 FC의 사령탑으로 부임한 이후 J2리그 2022 준우승 및 2년만의 J1리그 복귀를 이끌었다.

## 수상 내역

### 클럽 (지도자)
홋카이도 콘사돌레 삿포로
- J2리그 : 우승 (2016)

요코하마 FC
- J2리그 : 준우승 (2022)